# Pascal Chevalier
Pascal Chevalier né le 25 décembre 1967 à Melun, est un entrepreneur et homme d'affaires français. 
Fondateur de Reworld Media, il est actionnaire majeur du Hopscotch Groupe .

## Biographie

### Origines et études
Pascal Chevalier est ingénieur informaticien spécialisé en génie logiciel, formé à l'Epita (1989-1992), également détenteur d'un DESS de management et d'un certificat d’aptitude à l’administration des entreprises (Institut d'administration des entreprises de Paris, 1992-1994).

### Parcours
Il est successivement président de CPI Venture (2000), directeur de Prosodie à Londres (2002), et président de Netbooster (2005-2011).
En 2012, il fonde Reworld Media. 
Sous son impulsion, Reworld se fait rapidement connaître pour ses méthodes contestées, qui iront jusqu'à faire l'objet d'un article dans le quotidien national Libération. Le journal écrit en 2018 : « Dès que Reworld s’installe entre les murs d’un magazine, les titulaires d’une carte de presse sont d’abord fortement incités à quitter l’entreprise », puis plus loin : « Lorsque les rédactions sont remaniées, Reworld peut appliquer sa politique commerciale, qui tient en quelques mots : tout pour la publicité ». 
Lors de l'acquisition en 2019 de Mondadori France, 194 journalistes en CDI sur 330 font jouer la clause de conscience pour quitter leur emploi. Ceux restant à la rédaction du magazine Science et Vie déclenchent une grève totale. Ces départs, qui représentent environ 60% des journalistes du groupe de presse, sont assez significatifs dans une profession où les emplois sont à la fois peu nombreux et précaires. 
Il est également co-président de Network Finance ainsi qu’administrateur de plusieurs sociétés,.